# Parigi-Nizza 1939
La Parigi-Nizza 1939, settima edizione della corsa, si svolse dal 16 al 19 marzo 1939 su un percorso di 892 km ripartiti in 4 tappe. Fu vinta dal francese Maurice Archambaud davanti ai belgi Frans Bonduel e Gérard Desmet.
A Nizza tagliarono il traguardo 19 corridori, su un totale di 96 partiti da Parigi.

## Tappe
| Tappa  | Data     | Percorso                  | km  | Vincitore di tappa | Leader cl. generale |
| ------ | -------- | ------------------------- | --- | ------------------ | ------------------- |
| 1ª     | 16 marzo | Parigi > Nevers           | 219 | Roger Lapébie      | Roger Lapébie       |
| 2ª     | 17 marzo | Nevers > Saint-Étienne    | 233 | Émile Masson       | Maurice Archambaud  |
| 3ª     | 18 marzo | Saint-Étienne > Cavaillon | 197 | Georges Naisse     | Maurice Archambaud  |
| 4ª     | 19 marzo | Cavaillon > Nizza         | 254 | Frans Bonduel      | Maurice Archambaud  |
| Totale | Totale   | Totale                    | 892 |                    |                     |

## Dettagli delle tappe

### 1ª tappa
- 16 marzo: Parigi > Nevers – 219 km

| Pos. | Corridore           | Squadra | Tempo    |
| ---- | ------------------- | ------- | -------- |
| 1    | Roger Lapébie       | Mercier | 5h17'05" |
| 2    | Lucien Vlaemynck    | Alcyon  | s.t.     |
| 3    | Georges Christiaens | Mercier | s.t.     |

| Pos. | Corridore     | Squadra | Tempo    |
| ---- | ------------- | ------- | -------- |
| 1    | Roger Lapébie | Mercier | 5h17'05" |

### 2ª tappa
- 17 marzo: Nevers > Saint-Étienne – 233 km

| Pos. | Corridore          | Squadra | Tempo    |
| ---- | ------------------ | ------- | -------- |
| 1    | Émile Masson       | Alcyon  | 6h22'39" |
| 2    | Maurice Archambaud | Mercier | s.t.     |
| 3    | Frans Bonduel      | Dilecta | a 3'22"  |

| Pos. | Corridore          | Squadra | Tempo |
| ---- | ------------------ | ------- | ----- |
| 1    | Maurice Archambaud | Mercier |       |

### 3ª tappa
- 18 marzo: Saint-Étienne > Cavaillon – 197 km

| Pos. | Corridore          | Squadra | Tempo    |
| ---- | ------------------ | ------- | -------- |
| 1    | Georges Naisse     | Alcyon  | 4h26'12" |
| 2    | Maurice Archambaud | Mercier | s.t.     |
| 3    | Fermo Camellini    | Urago   | s.t.     |

| Pos. | Corridore          | Squadra | Tempo |
| ---- | ------------------ | ------- | ----- |
| 1    | Maurice Archambaud | Mercier |       |

### 4ª tappa
- 19 marzo: Cavaillon > Nizza – 254 km

| Pos. | Corridore         | Squadra | Tempo    |
| ---- | ----------------- | ------- | -------- |
| 1    | Frans Bonduel     | Dilecta | 7h18'46" |
| 2    | Guy Lapébie       | Mercier | s.t.     |
| 3    | Walter Diggelmann | Urago   | s.t.     |

| Pos. | Corridore          | Squadra | Tempo     |
| ---- | ------------------ | ------- | --------- |
| 1    | Maurice Archambaud | Mercier | 23h26'48" |

## Classifiche finali

### Classifica generale
| Pos. | Corridore          | Squadra      | Tempo     |
| ---- | ------------------ | ------------ | --------- |
| 1    | Maurice Archambaud | Mercier      | 23h26'48" |
| 2    | Frans Bonduel      | Dilecta      | a 9'33"   |
| 3    | Gérard Desmet      | Sport-Wolber | s.t.      |
| 4    | Theo Pirmez        | Dilecta      | a 16'47"  |
| 5    | Émile Masson       | Alcyon       | a 18'05"  |
| 6    | Fermo Camellini    | Urago        | a 18'16"  |
| 7    | Piet van Nek       | Sport-Wolber | a 20'39"  |
| 8    | Guy Lapébie        | Mercier      | a 29'17"  |
| 9    | Fabien Galateau    | Genial       | s.t.      |
| 10   | Albert Rosseel     | Dilecta      | a 29'21"  |